# 李明天
李明天（1943年11月11日—），男，苗族，广东琼中（今属海南）人，中华人民共和国政治人物，曾任海南省政协副主席，第八、九届全国政协委员。